# Wurmbea recurva
Wurmbea recurva är en tidlöseväxtart som beskrevs av Rune Bertil Nordenstam. Wurmbea recurva ingår i släktet Wurmbea och familjen tidlöseväxter. Inga underarter finns listade i Catalogue of Life.